# محمد هاشمی رفسنجانی
محمد هاشمی بهرمانی (زادهٔ ۷ شهریور ۱۳۲۱) سیاستمدار ایرانی و برادر کوچک‌تر اکبر هاشمی رفسنجانی است. وی از سال ۱۳۶۰ تا ۱۳۷۲ ریاست سازمان صدا و سیما را برعهده داشت و در فاصله سال‌های ۱۳۷۴ تا ۱۳۸۰ در دولت‌های ششم و هفتم، به‌عنوان معاون رئیس‌جمهور در امور اجرایی، فعالیت می‌کرد. هاشمی برای مدت ۱۵ سال، از ۱۳۷۵ تا ۱۳۹۰ عضو مجمع تشخیص مصلحت نظام بود. او در دوازدهمین دوره انتخابات ریاست‌جمهوری ثبت نام کرد اما صلاحیت وی توسط شورای نگهبان رد شد. همچنین او معاون نخست‌وزیر در دوران بنی‌صدر بود.

## زندگی
محمّدعلی هاشمی رفسنجانی به سالِ ۱۳۲۱ در بهرمان، شهرستان رفسنجان، در استان کرمان زاده شد. او یکی از ۸ فرزند میرزا علی هاشمی بهرمانی و ماه‌بی‌بی صفریان است. در دانشگاه برکلی در ایالت کالیفرنیا تحصیل کرد و دارای فوق لیسانس مدیریت می‌باشد. وی همچنین دارای تحصیلات حوزوی است.
از فعالیت‌های سیاسی او می‌توان به مشارکت فعال در نهضت اسلامی به رهبری سید روح‌الله خمینی در دهه ۱۳۴۰ اشاره کرد، که در نهایت به دستگیری، تبعید و زندان وی انجامید. هاشمی پیش از انقلاب ۱۳۵۷، در پایه‌گذاری و اداره انجمن اسلامی دانشجویان ایرانی مقیم آمریکا، مشارکت فعال داشت.
محمد هاشمی پس از انقلاب ۱۳۵۷، از اعضای شورای مرکزی حزب جمهوری اسلامی بود و در تأسیس حزب کارگزاران سازندگی ایران نیز به عنوان عضو مؤسس شرکت داشت. او عضو سابق شورای مرکزی و کمیته سیاسی حزب کارگزاران سازندگی بوده است (استعفا سال ۹۴). از سال ۱۳۶۰ تا ۱۳۷۲ رئیس سازمان صدا و سیما بود و سپس مدتی سرپرست و قائم‌مقام وزارت امور خارجه بود. وی از سال ۱۳۷۵ تا ۱۳۹۰ عضو مجمع تشخیص مصلحت نظام بود. او برادر اکبر هاشمی رفسنجانی می‌باشد.

## ریاست سازمان صداوسیما
محمد هاشمی از سال ۱۳۶۰ تا ۱۳۷۲ رئیس سازمان صدا و سیما بود. از مهم‌ترین کارهای او در زمان ریاست صداوسیما تأسیس شبکه ۳ در سال ۱۳۷۳ بود. شبکه‌ها و دفاتر استانی و برون‌مرزی بسیاری در دوران ریاست او بنیان نهاده شد.
قضیه الگو معرفی نمودنِ اوشین برای زنان در یک مصاحبه در زمان ریاست وی بر سازمان صدا و سیما رخ داد.

## سمت‌های اجرایی
- معاون وزیر کشاورزی[۸]
- معاون نخست‌وزیر[۸]
- سرپرست وزارت امور خارجه[۸]
- ریاست سازمان صدا و سیمای جمهوری اسلامی ایران (از ۱۳۶۰ تا ۱۳۷۲)[۱۰][۱۱]
- قائم‌مقام وزیر امور خارجه[۸]
- معاون اجرایی رئیس‌جمهور[۸]
- عضو مجمع تشخیص مصلحت نظام (از ۱۳۷۵ تا ۱۳۹۰)[۱۳]
- رئیس دفتر رئیس مجمع تشخیص مصلحت نظام[۱۴]

## انتخابات ریاست‌جمهوری ۱۳۹۶
محمد هاشمی در ۲۶ فروردین ۱۳۹۶ با حضور در وزارت کشور، برای نامزدی در دوازدهمین دوره انتخابات ریاست‌جمهوری ثبت نام کرد، اما توسط شورای نگهبان رد صلاحیت شد. وی بعد از ثبت نام گفت که لازم است بیش از یک نفر در صحنه رقابت‌های انتخابات شرکت داشته باشد.